# Neotrygon
Neotrygon  (лат.) — род хрящевых рыб семейства хвостоколовых отряда хвостоколообразных надотряда скатов. Эти рыбы обитают в  Тихом и в Индийском океане. Некоторые виды изначально были отнесены к роду хвостоколов, однако молекулярные и морфологические исследования, показали, что они относятся к отдельной группе и должны быть выделены в самостоятельный род.  
Большинство скатов ведёт донный образ жизни. Встречаются в мелких прибрежных водах, заплывают в лагуны, мангровые заросли и солоноватые эстуарии рек. Название рода происходит от слов лат. neo — «новый» и др.-греч. τρίγωνον — «треугольник».
Размножение происходит путём яйцеживорождения. Это мелкие рыбы, ширина диска не превышает 50 см. Грудные плавники срастаются с головой, образуя ромбовидный диск. Мигательная перепонка отсутствует. Спинного, анального и хвостового плавников нет. Хвост короткий. На хвостовом стебле присутствуют кожные складки. На хвосте имеется как минимум 1 ядовитый шип. Позади глаз находятся брызгальца. На вентральной стороне диска расположены ноздри, маленький рот и 5 пар жаберных щелей. На дне ротовой полости по центру есть 2 отростка. Между ноздрями имеется бахромчатый кожаный лоскут. Вокруг глаз имеется характерная «маска». Позади шипа хвост покрыт чередующимися чёрными и белыми полосами. Окраска спины бывает ровного цвета или узорчатая. Вдоль позвоночника пролегает ряд шипов. От прочих хвостоколовых Neotrygon отличаются морфологией скелета.

## Биология
Рацион этих хвостоколов состоит в основном из моллюсков, червей, ракообразных и мелких рыб. Подобно прочим хвостоколообразным они размножаются яйцеживорождением. Оплодотворенные яйца развиваются в утробе матери, эмбрионы питаются желтком и гистотрофом. 

## Взаимодействие с человеком
Из-за небольшого размера эти скаты не являются объектом целевого промысла. Они попадаются в качестве прилова. Некоторые виды представляют интерес для аквариумистов.  

## Классификация
К роду Neotrygon относят 6 видов:
- Neotrygon annotata (Last, 1987)
- Neotrygon kuhlii  (J. P. Müller and Henle, 1841)
- Neotrygon leylandi (Last, 1987)
- Neotrygon ningalooensis Last, W. T. White &  Puckridge 2010
- Neotrygon picta Last & W. T. White, 2008
- Neotrygon trigonoides (Castelnau,  1873)